# Ibanez Tube Screamer

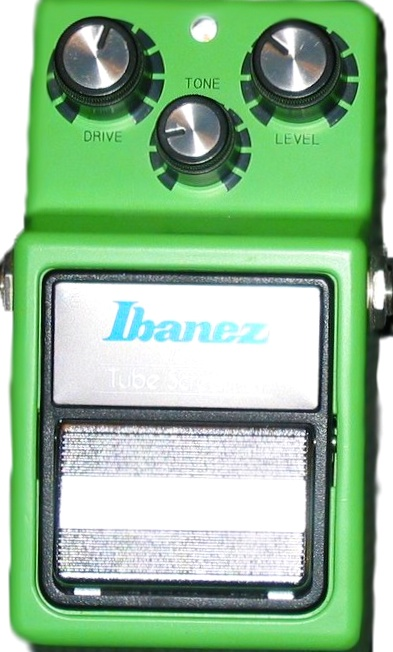
Ibanez Tube Screamer TS9

L'Ibanez Tube Screamer è un effetto per chitarra elettrica realizzato dalla famosa marca giapponese Ibanez appartenente alla categoria di pedali "storici" o "classici" prodotti dalla stessa azienda con funzione di overdrive/distorsore. Questo effetto ha la caratteristica di essere più dolce rispetto a molti altri, è infatti usato spesso per potenziare un amplificatore a valvole per renderlo più "distorto".
Il pedale è diverso dalla maggior parte dei pedali di distorsione, il tono è sagomato in modo sottile per la creazione di una sfumatura con un boost alle frequenze medie molto popolare nel genere blues. Questo pedale è anche usato dai chitarristi che suonano generi come death metal, deathcore, metalcore come booster. Infatti il controllo della distorsione è regolato al minimo e quello del volume al massimo. Così facendo si ottiene un suono più caldo e più definito.